# معادلة إيرينج
معادلة ايرينج  وتسمى أحيانا نظرية ايرينج في الكيمياء (بالإنجليزية: Eyring equation ) وهي تعرف أيضا بمعادلة ايرينج-بولاني عن سرعة سير التفاعلات الكيميائية ، وهي تربط بين معدل التفاعل ب درجة الحرارة. وقد قام كل من العالماء هنري ايرينج وايفانز ومايكل بولاني بصيغتها - كل على حدة وبدون علم الآخر - عام 1935 بصياغتها . وتنبع تلك المعادلة من نظرية تحول الحالة وهي تعادل في نفس الوقت معادلة أرينيوس المستنبطة عمليا . وقد اعتمدت نظرية ايرينج على الترموديناميكا الإحصائية في نظرية الحركة الحرارية للغازات.

## الصيغة العامة
مشابه الصيغة العامة لمعادلة ايرينج-بولاني معادلة ارينيوس:
{\displaystyle \ k={\frac {k_{\mathrm {B} }T}{h}}\mathrm {e} ^{-{\frac {\Delta G^{\ddagger }}{RT}}}}
حيث :
ΔG‡ طاقة جيبس الحرة للتنشيط ،
kB ثابت بولتزمان
وh ثابت بلانك.
ويمكن إعادة صياغتها في الصورة:
{\displaystyle k=\left({\frac {k_{\mathrm {B} }T}{h}}\right)\mathrm {exp} \left({\frac {\Delta S^{\ddagger }}{R}}\right)\mathrm {exp} \left(-{\frac {\Delta H^{\ddagger }}{RT}}\right)}
فنحصل على معادلة ايرينج-بولاني الخطية :
{\displaystyle \ln {\frac {k}{T}}={\frac {-\Delta H^{\ddagger }}{R}}\cdot {\frac {1}{T}}+\ln {\frac {k_{\mathrm {B} }}{h}}+{\frac {\Delta S^{\ddagger }}{R}}}
حيث:
- {\displaystyle \ k} = ثابت معدل التفاعل
- {\displaystyle \ T} = درجة الحرارة المطلقة
- {\displaystyle \ \Delta H^{\ddagger }} = إنثالبي التنشيط ،
- {\displaystyle \ R} = ثابت الغازات العام ،
- {\displaystyle \ k_{\mathrm {B} }} = ثابت بولتزمان ،
- {\displaystyle \ h} = ثابت بلانك ،
- {\displaystyle \ \Delta S^{\ddagger }} = إنتروبيا التنشيط .

نجري تفاعل كيميائي عند درجات حرارة مختلفة ونعين في كل مرة معدل التفاعل. ثم نقوم برسم بياني لعلاقة {\displaystyle \ \ln(k/T)} بمقلوب درجة الحرارة درجة {\displaystyle \ 1/T} فنحصل على علاقة خطية ، ونقوم بتعيين ميل الخط البياني {\displaystyle \ -\Delta H^{\ddagger }/R}
ونحصل منه على إنثالبي التنشيط ومن التقاطع
{\displaystyle \ \ln(k_{\mathrm {B} }/h)+\Delta S^{\ddagger }/R}
نحصل على إنتروبيا التنشيط.

## اقرأ أيضا
- معادلة أرينيوس
- مخطط أرهينيوس
- تركيز
- تخفيف (كيمياء)
- معدل التفاعل
- ثابت معدل التفاعل
- معامل تردد التصادم
- توازن ترموديناميكي
- توازن دينامي
- مول
- جزء مولي
- كتلة مولية
- نظام حركة حرارية
- غاز
- نظرية التصادم